# Тестирање на дроге
Тестирање дрога је систематска процедура одређивања злоупотребе дрога код појединца. Користе се узорци урина, косе, крви. Како тестови нису потпуно поуздани, обично особе позитивне на првом иду на поновно тестирање, које је скоро увек тачно. Тестирање је део већине програма осмишљених да помажу мотивацију и ојачавају одлучност корисника да апстинирају од дрога.